# Takashi Nishihara
Takashi Nishihara (西原 誉志 Nishihara Takashi?, nacido el 24 de agosto de 1986 en Ehime) es un exfutbolista japonés. Jugaba de defensa y su último club fue el Fagiano Okayama de Japón.

## Trayectoria

### Clubes
| Club                     | País     | Año         |
| ------------------------ | -------- | ----------- |
| Fagiano Okayama          | Japón    | 2009 - 2014 |
| Albirex Niigata Singapur | Singapur | 2010        |

## Estadística de carrera

### J. League
| Club            | Año   | J. League | J. League | Copa J. League | Copa J. League | Total | Total |
| Club            | Año   | Part.     | Goles     | Part.          | Goles          | Part. | Goles |
| --------------- | ----- | --------- | --------- | -------------- | -------------- | ----- | ----- |
| Fagiano Okayama | 2009  | 0         | 0         | -              | -              | 0     | 0     |
| Fagiano Okayama | 2010  | 1         | 0         | -              | -              | 1     | 0     |
| Fagiano Okayama | 2011  | 0         | 0         | -              | -              | 0     | 0     |
| Fagiano Okayama | 2012  | 0         | 0         | -              | -              | 0     | 0     |
| Fagiano Okayama | 2013  | 0         | 0         | -              | -              | 0     | 0     |
| Fagiano Okayama | 2014  | 0         | 0         | -              | -              | 0     | 0     |
| Total           | Total | 1         | 0         | 0              | 0              | 1     | 0     |